# Raso
Raso ili rasol (rus. рассол) jeste slana voda u kojoj se kiseli povrće. Sadrži dosta minerala i vitamin C. Upotrebljava se kao lek protiv mamurluka. Ubrzava varenje i deluje na probavu, pa se takođe koristi kod mnogih dijeta za mršavljenje. Dobar je za varenje. Treba povesti računa o tome da raso i kiseli kupus nisu previše slani, jer so diže pritisak.

## Dobijanje
Krajem novembra, ili početkom decembra, potrebno je kupiti kupus koji mora biti čvrst. Među najboljima su futoški, šumadijski i horgoški.
Glavice kupusa se najpre očiste od spoljnih listova, malo se zareže koren, a zatim se ređaju u bure koje na dnu ima slavinu za pretakanje rasola. Kupus se raspoređuje tako da koren bude okrenut ka dnu bureta. Potom treba prokuvati i ohladiti vodu u kojoj će se rastvoriti so. Na 100 kg kupusa ide 3 kilograma soli. Bure se nalije da kupus ogrezne, a zatim se poklopi nekim teškim predmetom, koji će držati glavice da ne plivaju po kaci. Bure treba dobro zatvoriti i ostaviti na nekom prohladnom mestu gde će ostati tokom cele zime. Treba voditi računa da nije na suviše hladnom mestu jer u suprotnom može da zamrzne.

## Delotvornost
Raso je bogat vitaminom C, inače najbolji saveznik protiv prehlade. Takođe sadrži i vitamin E, savršeni antioksidans, vitamin K, važan za koagulaciju, kao i vitamine B kompleksa. Od minerala u rasolu su zastupljeni fosfor, kalcijum, sumpor i kalijum. Osim ovih prisutni su i bakar, cink, gvožđe, i magnezijum. Zavisno od načina kiseljenja kupusa, lekovitost rasola može da se pojača. Raso je delotvorniji ukoliko se, prilikom kiseljenja, između redova kupusa stavlja grožđe, jabuke, dunje isečene na kriške ili lišće vinove loze. Raso bi trebalo da piju i oboleli od reume zbog toga što mineral kalijum podstiče izlučivanje vode iz organizma. Pijenje ovog soka između obroka pomaže kod upale creva i dijareje. Preporučuju se tri čaše do litar rasola tokom celog dana u malim količinama, u trajanju od tri do četiri nedelje, protiv čira na želucu.

## Istorija
Istorijski podaci govore da su graditelji Velikog kineskog zida, pre 2.000 godina, jeli i kiseli kupus. Pretpostavlja se da je Vojska Džingis Kana kiseli kupus predstavila Evropi. Rimska armija je takođe koristila kiseli kupus za sprečavanje crevnih infekcija tokom dugog vojevanja. Krajem 18. veka, na brodu kapetana Džejmsa Kuka nijedan mornar nije umro zbog nedostatka vitamina C, zahvaljujući, između ostalog, i tome što su na brodu imali velike količine kiselog kupusa. Čuveni nemački naturopata dr Sebastijan Knajp, kiselim kupusom je lečio rane, opekotine, upale, dijabetes i giht. Raso sadrži i enzime koji učestvuju u detoksikaciji organizma. Pristalice narodne medicine tvrde i da smanjuje mogućnost nastanka karcinoma creva, prostate, pluća i želuca.